# Осип Майданюк
Осип Майданюк (нар. 11 листопада 1886, Кам'янець-Подільський — пом. 22 квітня 1961, Стокгольм) — український художник, дипломат.

## Життєпис
Народився 11 листопада 1886 року в місті Кам'янець-Подільський. Закінчив Краківську Академію Мистецтв, автор перекладів на шведську мову при Надзвичайній Дипломатичній Місії УНР у Стокгольмі.
Осип Майданюк навчався мистецтву в Києві, Одесі, а також у Львові, Римі та Парижі. Брав участь у київських виставках. 
Викладав живопис та історію мистецтва в Кам'янець-Подільській гімназії, потім у Львівському художньо-промисловому училищі (1913—1914). 
На початку Першої світової війни був заарештований (причина невідома) і етапований до Києва, потім до Фінляндії і на Аландські острови.
У 1915 році втік до Швеції. Був обраний секретарем дипломатичної місії Української Народної Республіки, що діяла в 1918—1920 році в Стокгольмі. Після окупації України більшовиками залишився у Стокгольмі, одружився і займався мистецтвом.
Осип заснував Фонд підтримки молодих художників (Osyp och Elsa Maidanjuks stipendium) в Стокгольмі.
Вдова художника Ельза Майданюк передала його архів та бібліотеку в Український музей-архів у Клівленді (США).

## Спадщина
Спадщина залишена Осипом Майданюком зберігається в Українському Музеї-Архіві в Клівленді: 339 українські книжки, переважно видані у 1917—1921 роках, 169 книжок іноземними мовами, які тематично пов'язані з Україною, 30 найменувань журналів (104 журнали), 2 мапи, 20 нотних видань, 2 портрети, 13 світлин, 74 різних листівки, 20 негативів його малярських праць, кур'єрські листи, листування Місії та інші особисті матеріали. Його твори знаходяться у музеях Королівської художньої академії, музеях Львова, Києва, Відня, Берліна, в українських збірках у США.

## Сім'я
Дружина — Ельза Майданюк